# Canal Fonda (Vall de Lord)
La Canal Fonda és un torrent afluent per l'esquerra del Torrent de la Borda, a la Vall de Lord.

## Descripció

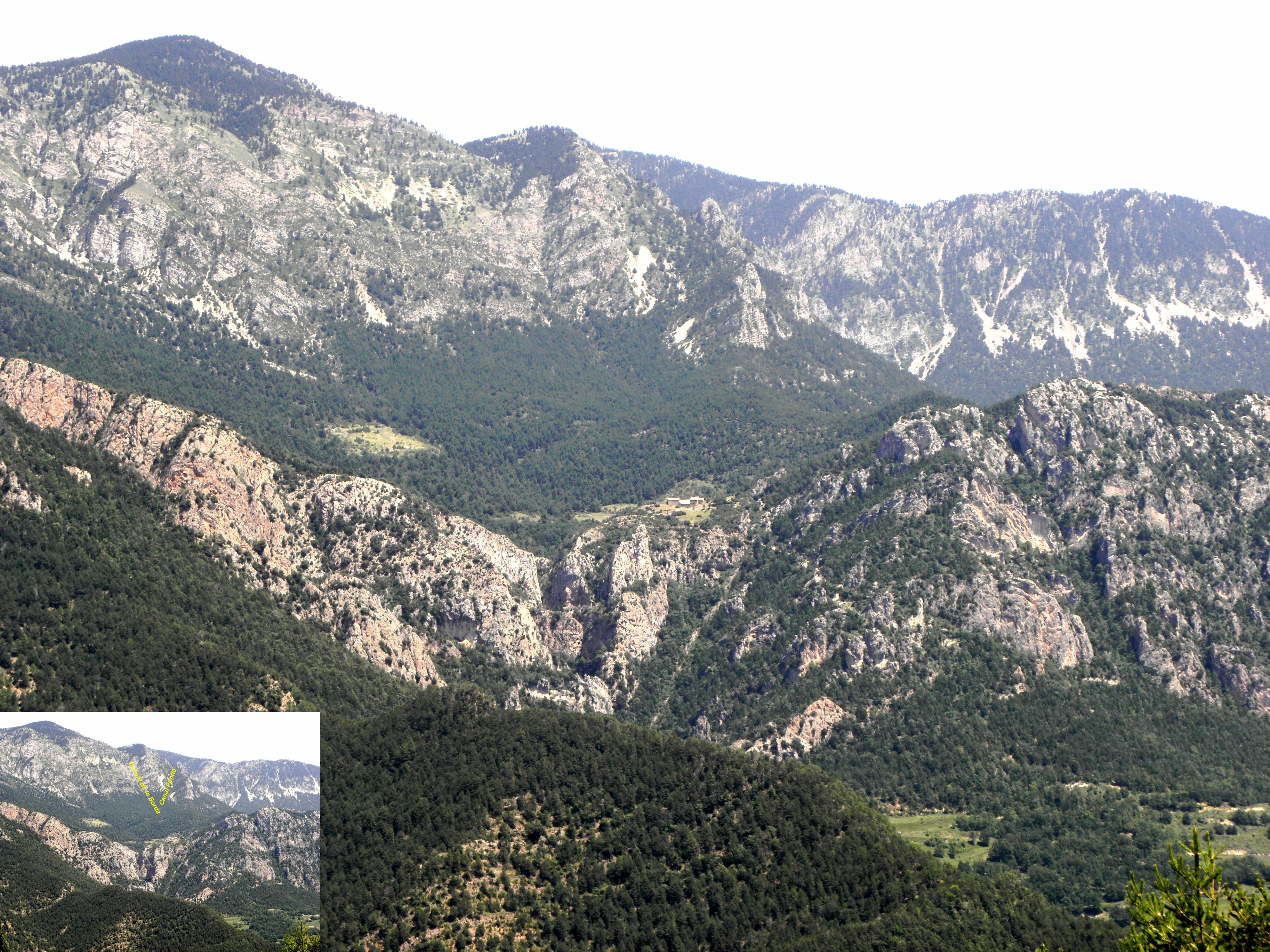
El Torrent de la Borda i la Canal Fonda (ampliar per veure la llegenda)

Neix a Cap de Prat d'Aubes, a 2.188 msnm, passa per l'est i el sud de Roca Mira i desguassa al torrent de la Borda a 1.460 msnm.
Els primers 700 m. del seu curs formen part del territori integrat en el Pla d'Espais d'Interès Natural (PEIN) de la Generalitat de Catalunya i més concretament en l'espai de la Serra del Verd.

## Municipis que travessa
Tot el seu recorregut el realitza pel terme municipal de la Coma i la Pedra.

## Xarxa hidrogràfica
La xarxa hidrogràfica de la Canal Fonda està integrada per un total de 2 cursos fluvials: La mateixa Canal Fonda i 1 afluent per la dreta. La totalitat de la xarxa suma una longitud de 2.225 m.
| Codi del corrent fluvial | Coordenades del seu origen                                   | longitud (en metres) |
| ------------------------ | ------------------------------------------------------------ | -------------------- |
| Canal Fonda              | 42° 11′ 47.14″ N, 1° 37′ 32.25″ E / 42.1964278°N,1.6256250°E | 1.963                |
| D1                       | 42° 11′ 41.60″ N, 1° 37′ 26.59″ E / 42.1948889°N,1.6240528°E | 262                  |

## Perfil del seu curs
| metres de curs  | 0     | 250   | 500   | 750   | 1.000 | 1.250 | 1.500 | 1.750 | 1.963 |
| --------------- | ----- | ----- | ----- | ----- | ----- | ----- | ----- | ----- | ----- |
| Altitud (en m.) | 2.188 | 2.080 | 2.007 | 1.754 | 1.647 | 1.579 | 1.523 | 1.459 | 1.558 |
| % de pendent    | -     | 43,2  | 29,2  | 27,6  | 73,6  | 42,8  | 27,2  | 22,4  | 30,0  |